# Amphion (U-Boot)
Die HMS Amphion (Schiffskennung P439) war ein U-Boot der Amphion-Klasse des Submarine Service der Royal Navy, das von Vickers-Armstrong gebaut und am 31. August 1944 vom Stapel gelassen wurde.
Die Amphion, später S43, war das erste vom Stapel gelaufene Boot der Klasse. Sie sollte ursprünglich den Namen Anchorite tragen, doch ihre Namen wurden vor dem Bau vertauscht. Von der Amphion-Klasse wurden nur die Amphion und die Astute vor Kriegsende fertiggestellt, und keine von beiden war an Kampfhandlungen beteiligt. Im Jahr 1953 nahm die Amphion an der Flottenparade anlässlich der Krönung von Königin Elisabeth II. teil.
Wie alle U-Boote ihrer Klasse hatte die Amphion eine Verdrängung von 1.360 Tonnen an der Oberfläche und 1.590 Tonnen unter Wasser. Sie hatte eine Gesamtlänge von 89,46 m, eine Breite von 6,81 m und einen Tiefgang von 5,51 m. Angetrieben wurde das U-Boot von zwei Admiralty-ML-Achtzylinder-Dieselmotoren mit einer Leistung von jeweils 2.150 PS (1.600 kW). Es enthielt auch vier Elektromotoren mit einer Leistung von jeweils 625 PS (466 kW), die zwei Wellen antrieben. Es konnte maximal 219 Tonnen Diesel bunkern, nahm aber normalerweise zwischen 159 und 165 Tonnen auf.
Das U-Boot hatte eine maximale Oberflächengeschwindigkeit von 18,5 Knoten (34,3 km/h) und eine Unterwassergeschwindigkeit von 8 Knoten (15 km/h). Getaucht konnte es 90 Seemeilen (170 km) mit 3 Knoten (5,6 km/h) oder 16 Seemeilen (30 km) mit 8 Knoten (15 km/h) fahren. Aufgetaucht war es in der Lage, 15.200 Seemeilen (28.200 km) mit 10 Knoten (19 km/h) oder 10.500 Seemeilen (19.400 km) mit 11 Knoten (20 km/h) zurück zu legen. Die Amphion war mit zehn Torpedorohren (21 Zoll, 53,3 cm), einem 10,2-cm-Schiffsgeschütz (QF, 4 Zoll, Mk XXIII), einer 2,0-cm-Maschinenkanone von Oerlikon und einem britischen Vickers-Maschinengewehr (.303) ausgerüstet. Die Torpedorohre waren an Bug und Heck angebracht, zwanzig Torpedos wurden mitgeführt. Die Besatzung bestand aus sechzig Mann.